# Emmelia lunana
Emmelia lunana is een vlinder uit de familie van de uilen (Noctuidae). De wetenschappelijke naam van deze soort is voor het eerst voorgesteld als Pyralis lunana door Johan Christian Fabricius in een publicatie uit 1794.
De soort komt voor in India.